# Philipp Spitta
Julius August Philipp Spitta (ur. 27 grudnia 1841 w Wechold koło Hoya, zm. 13 kwietnia 1894 w Berlinie) – niemiecki muzykolog.

## Życiorys
Syn Karla Johanna Philippa. Ukończył szkołę w Peine, następnie uczęszczał do gimnazjów w Hanowerze i Celle. W młodości uczył się gry na fortepianie i organach oraz reguł kompozycji. W latach 1860–1864 studiował teologię i filologię klasyczną na Uniwersytecie w Getyndze, gdzie uzyskał tytuł doktora na podstawie rozprawy o budowie zdań u Tacyta De Taciti in componendis enuntiatis ratione. Od 1861 roku prowadził studenckie towarzystwo śpiewacze, w 1864 roku nawiązał znajomość z Johannesem Brahmsem, z którym do końca życia wymieniał listy. W latach 1864–1866 uczył greki i łaciny w Tallinnie, następnie w latach 1866–1874 był nauczycielem gimnazjum w Sondershausen. Od 1874 do 1875 roku był nauczycielem gimnazjum w Lipsku, tam też w 1874 roku wraz z Heinrichem von Herzogenbergem, Franzem von Holsteinem i Alfredem Volklandem założył Bach-Verein. W 1875 roku osiadł w Berlinie, gdzie uczył historii muzyki na Uniwersytecie, był członkiem i sekretarzem Königliche Akademie der Künste oraz wykładowcą Königliche Hochschule für Musik. W 1885 roku wspólnie z Friedrichem Chrysanderem i Guido Adlerem założył pierwsze czasopismo muzykologiczne, „Vierteljahrsschrift für Musikwissenschaft”. Do jego uczniów należeli Jules Combarieu, Oskar Fleischer, Max Friedlaender, Carl Krebs, Adolf Sandberger, Rudolf Schwartz, Max Seiffert, Emil Vogel, Peter Wagner i Johannes Wolf.

## Twórczość
Szeroki dorobek naukowy Spitty obejmuje m.in. studia nad protestancką muzyką kościelną, przyczynki biograficzne, artykuły polemiczne, wykłady i odczyty. Był autorem takich prac jak Ein Lebensbild Robert Schumanns (Lipsk 1862), Johann Sebastian Bach (2 tomy, 1873–1880), Zur Musik (Berlin 1892) i Musikgeschichtliche Aufsätze (Berlin 1894), ponadto wydał utwory organowe Dietricha Buxtehudego (2 tomy, 1875–1876) i dzieła wszystkie Heinricha Schütza (16 tomów, 1885–1894).
Działalność Spitty przypadła na okres rozkwitu historyzmu, kształtowania się krytyki źródeł i podstaw metodologii nauk historycznych oraz kształtowania się muzykologii jako dyscypliny naukowej. Największe znaczenie ma jego praca biograficzna o J.S. Bachu, wpisująca się w nurt tworzonych w tym okresie wielkich monografii poszczególnych kompozytorów. Autor powiązał dzieło Bacha z tłem historyczno-kulturowym epoki, przeprowadził szczegółową analizę kompozycji, których znany ówcześnie zasób uzupełnił i schronologizował.